# Rieden (Rosengarten)
Rieden ist ein Ortsteil der Gemeinde Rosengarten im Landkreis Schwäbisch Hall im nordöstlichen Baden-Württemberg.

## Geografie
Rieden war vor der Gemeindereform der 1970er Jahre eigenständig und schloss sich damals mit den Nachbargemeinden Uttenhofen und Westheim zur neuen Gemeinde Rosengarten zusammen, mit deren neuem und doch altem Namen man den der Landschaft und des Hällischen Amtes Rosengarten aufnahm, die etwas südwestlich von Schwäbisch Hall lagen und liegen, in einer von Kocher und zulaufender Bibers erodierten inneren Stufenrandbucht der Schwäbisch-Fränkischen Waldberge.
Im Nordosten der Riedener grenzt die Gemarkung des Ortsteils Uttenhofen an, im Osten kurz die Westheims, im Südosten wieder die einer Exklave von Uttenhofen. Die übrigen Nachbargemarkungen gehören zu anderen Gemeinden, nämlich im Süden die von Oberrot zu Oberrot und im Nordwesten die von Bibersfeld zu Schwäbisch Hall.
Die etwa 13 km² große Gemarkung Riedens umfasst den südwestlichen Teil des flachhügeligen Rosengartens und etwa genauso viel Fläche von den im Südwesten davon anschließenden, 100 bis 150 Meter höheren und rauen Waldbergen des Mainhardter Waldes, welche hier fast unbesiedelt sind. Im fast lückenlosen Wald gab es früher auf der Gemarkung die abgegangenen Orte Landturm südwestlich von Sanzenbach – hier stand ehedem ein Turm der Haller Landheeg – und Johanniterforsthaus in einer noch heute forstlich genutzten Lichtung etwa 1,3 km südöstlich von Sittenhardt.
Das namengebende Rieden, der bedeutendste Ort, liegt nahe dem Nordostrand der Gemarkung an beiden flachen Hängen der weniger als 50 Meter in den Rosengarten eingetieften Bibersmulde. Etwa anderthalb Kilometer von Rieden ist in Luftlinie östlich der Gemeindesitz in Uttenhofen entfernt und es sind etwa sechs Kilometer nordöstlich bis zur Stadtmitte der Kreisstadt Schwäbisch Hall. Einen guten Kilometer bibersaufwärts vom Dorf liegen die Höfe Kastenhof am linken Talhang an der Straße nach Bibersfeld. Ungefähr zwei Kilometer westlich von Rieden steht der zweitgrößte Ort Sanzenbach, dicht am Rand der Waldberge im Süden und etwas weiter entfernt von deren Hängen im Westen. Den Weiler durchfließt der Sanzenbach in Richtung Osten, der dann bei Rieden in die Bibers mündet. Ein Zufluss des Baches speiste früher die Gräben des Burgstalls Sanzenbach im Ortsbereich. Noch weiter westlich liegt der Einzelhof Zimmertshaus am Hangfuß vor der Hochebene um Sittenhardt. Die Höfe Dendelbach liegen etwa zwei Kilometer weit südlich von Rieden jenseits des Berganstiegs im kleinen Talkessel des Dendelbachs, des anderen großen Bibers-Zuflusses im Gemeindegebiet.

## Geschichte

Ausschnitt aus der Urkarte des Vermessungsamtes Schwäbisch Hall von 1827, Ortskern Rieden

Rieden wurde 1290 gegründet und war lange ein Pfarrdorf im Rosengarten. Es war weinsbergisches Lehen der Herren von Tullau. Seit dem 15. und 16. Jahrhundert war der Ort dem Spital zu Schwäbisch Hall angehörig. An der Stelle des heutigen evangelischen Pfarrhauses stand einst die Burg Rieden des Haller Stadtadelsgeschlechtes Senft von Suhlburg.
Am 1. Januar 1972 wurden Rieden, Uttenhofen und Westheim zur neuen Gemeinde Rosengarten zusammengeschlossen.

## Verkehr
Durch den Ort führt in nordsüdlicher Richtung die Kreisstraße K 2594. Von Westen her endet hier die K 2593, von Osten die K 2595.

## Einrichtungen
Der Ort besitzt ein Freibad und einen Kindergarten.

### Freibad Rieden (Ludwig-Bauer Bad)
Das am 20. Juni 1937 eröffnete Freibad war eine Stiftung des in Rieden geborenen Architekten und Bauunternehmers Ludwig Bauer. Er war in Stuttgart ein erfolgreicher Bauunternehmer geworden. Bauer stellte seiner Heimatgemeinde die Leistungen seines Ingenieurbüros sowie das Baumaterial, die erforderlichen Baumaschinen und seine Poliere kostenlos zur Verfügung. Die Riedener Bürger mussten jedoch die Erdaushebungsarbeiten übernehmen. Diese umfassten  laut Gemeindearchiv 338 Fuhren und die unentgeltliche Arbeit von 200 Dienstpflichtigen an 1000 Tagen bzw. 9000 Stunden. Die Gemeinde benannte das Bad nach dem Stifter und machte ihn zum Ehrenbürger. Die Freibaderöffnungsfeier war laut einem Bericht der Haller Rundschau vom 21. Juni 1937 stark nationalsozialistisch geprägt.  Es ist eines der ältesten Freibäder in der Region und war bereits damals eine für ein kleines Dorf ungewöhnliche Einrichtung: 1933 hatte Rieden eine Wohnbevölkerung von 667 Personen in 145 Haushaltungen und war 1934 laut dem damaligen Bürgermeister die ärmste Gemeinde im Oberamtsbezirk Hall. Dank seiner idyllischen Lage und regelmäßiger Modernisierungsarbeiten durch die Gemeinde erfreut sich das Freibad Rieden bis heute großer Beliebtheit.

## Sehenswürdigkeiten
- Marienkirche, spätgotische Kirche aus dem 15. Jahrhundert

## Persönlichkeiten
- Ludwig Bauer (1880–1955), Architekt